# 多鬚多指鮋
多鬚多指鮋（学名：Choridactylus multibarbus），又名獅子魚、石頭魚、三絲鮋，为輻鰭魚綱鮋形目鮋亞目毒鮋科多指鮋屬下的一个种，為熱帶海水魚，分布於印度西太平洋區，從紅海、波斯灣經印度、巴基斯坦至菲律賓、中國海域，棲息深度約40公尺，棲息在砂泥底直底層海域，生活習性不明，具有毒性，可做為食用魚。